# نت‌بوک

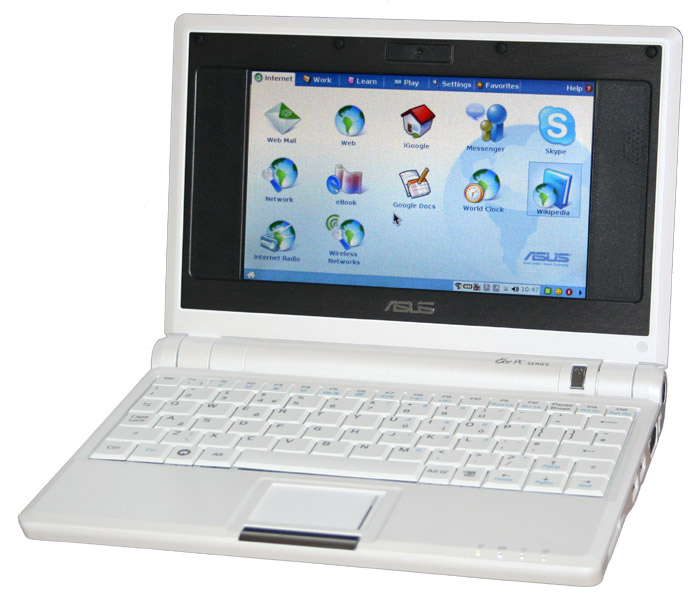
یک نت‌بوک ایسوس.

نت‌بوک (به انگلیسی: Netbook) لپ‌تاپی سبک، کوچک، قابل حمل، ارزان و با مشخصات سخت‌افزاری و قدرت پردازش کم‌تر در مقایسه با لپ‌تاپ‌های بزرگ‌تر است. گاهی به آن مینی نت‌بوکز یا آلتراپورتابلز می‌گویند. نت‌بوک برای دسترسی به اینترنت و رسیدگی به ای‌میل و برنامه‌های تحت وب به کار می‌رود و کم‌تر برای برنامه‌های پیچیده و سنگین مناسب است. در حال حاضر شرکت نویدیا با عرضهٔ پردازندهٔ گرافیکی نسل ۱ و نسل ۲ گرافیکی خود به نام «نویدیا آی‌اوان» تحوّلی در زمینهٔ گرافیک نت‌بوک‌ها ایجاد کرده‌است؛ به طوری که بازی‌های سنگینی مانند «کال آف دیوتی» در نت‌بوک‌هایی مانند Asus Eee Pc ۱۲۰۱N و دیگر نت‌بوک‌هایی که مجهز به پردازندهٔ گرافیکی یون هستند، قابل اجرا است.
اگرچه تفاوت‌های زیادی در بین نت‌بوک‌ها وجود دارد؛ ولی مشخصات سخت‌افزاری معمولی آن‌ها در پایان سال ۲۰۰۹ بدین شرح است: وزن تقریبی ۱٫۴ کیلوگرم، نمایشگر ۱۰ اینچی، قابلیت اتصال بی‌سیم اینترنتی، سیستم عامل لینوکس یا ویندوز اکس‌پی یا ویندوز سون ویندوز ۷ starter edition، پردازندهٔ اتم ساخت شرکت اینتل و قیمتی کم‌تر از ۴۰۰ دلار.

## نگارخانه

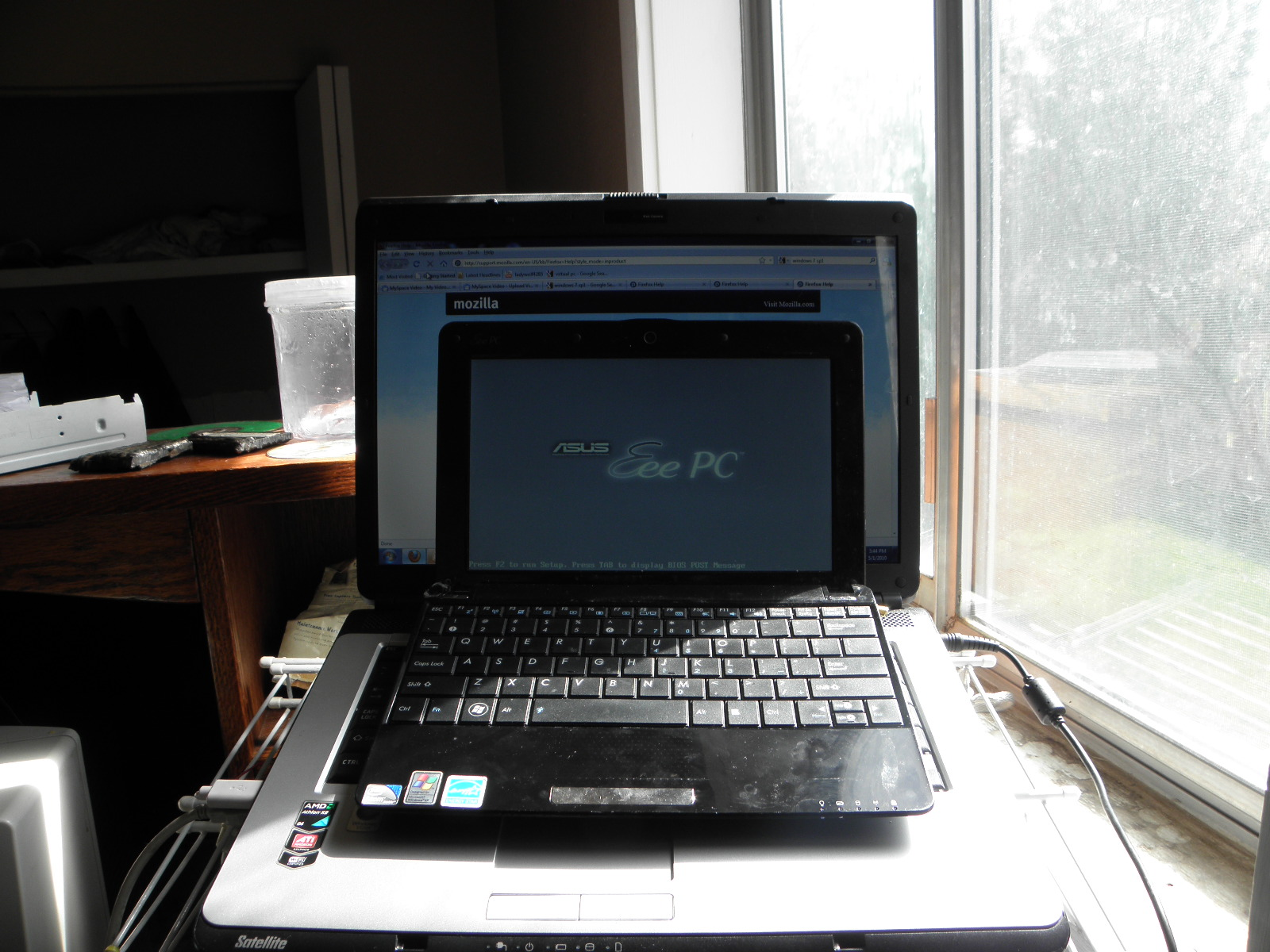
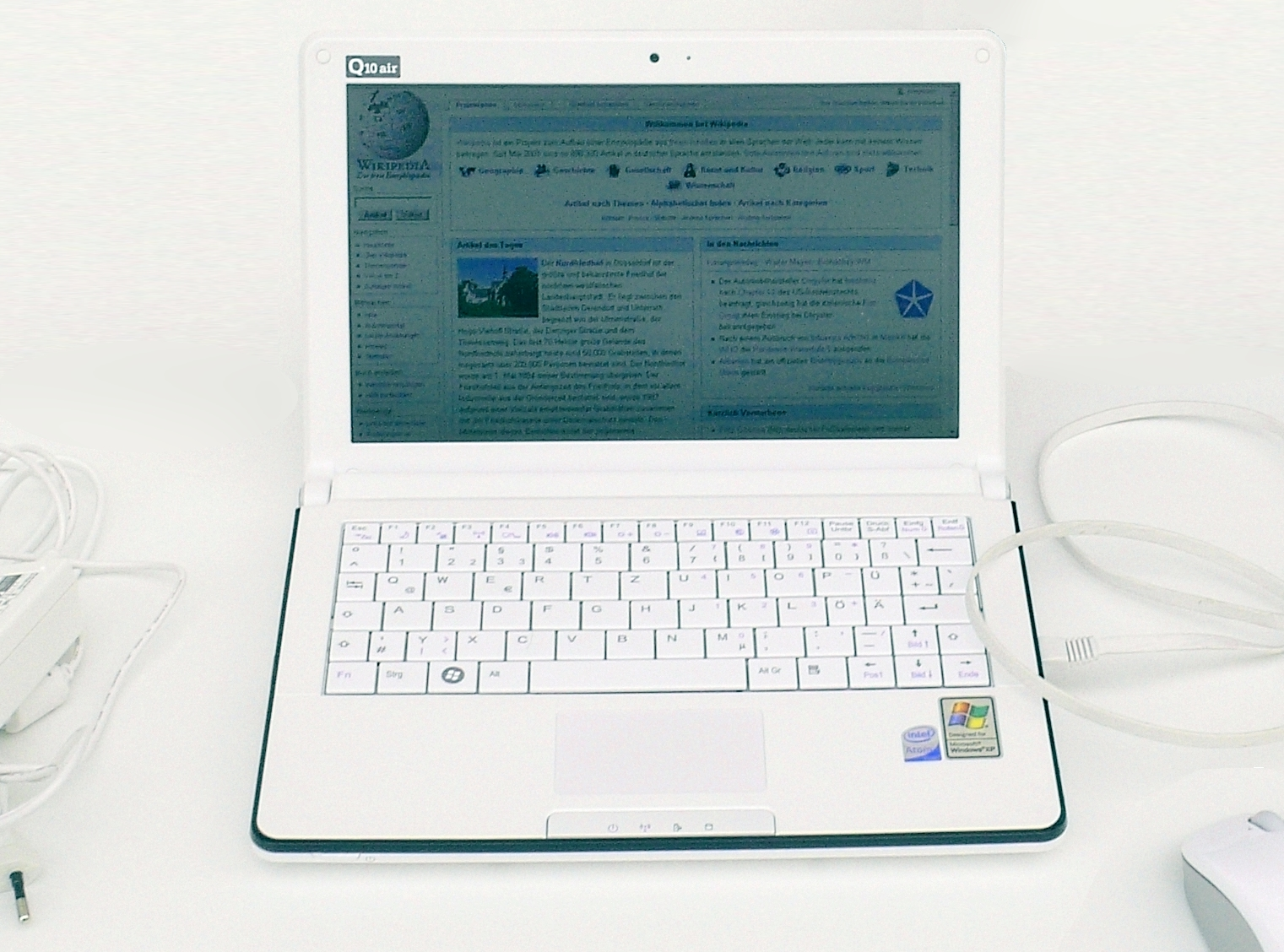
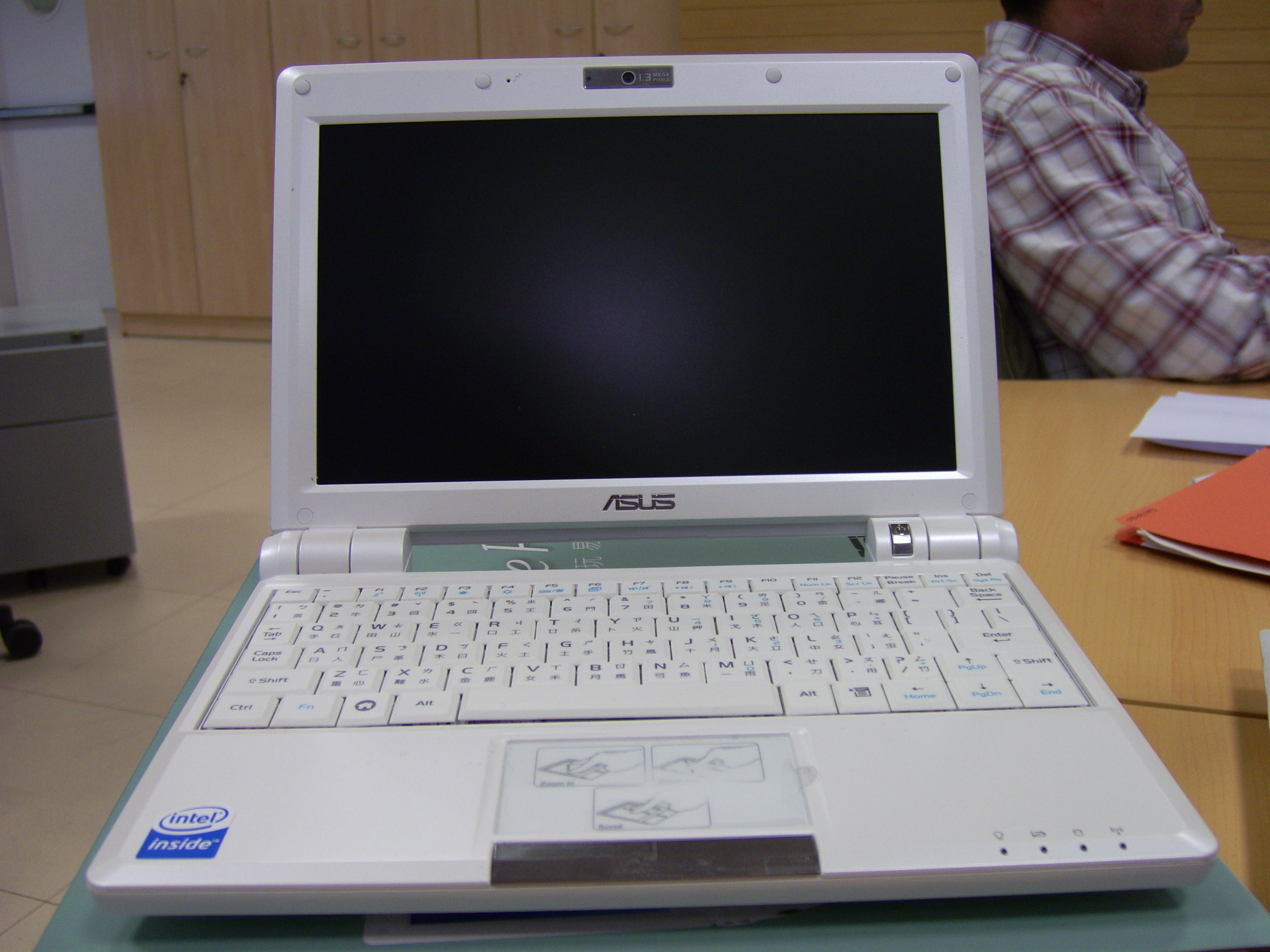
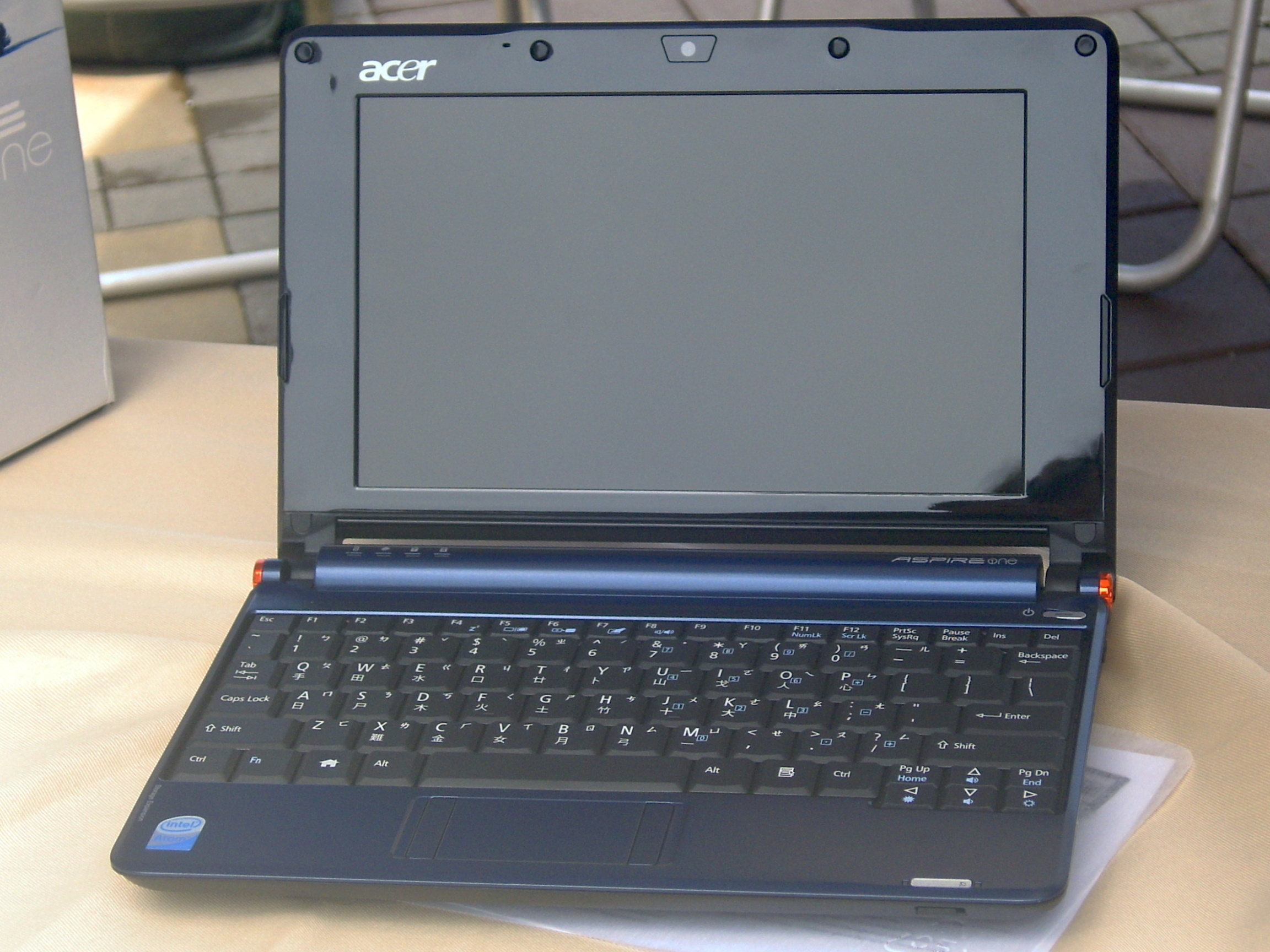
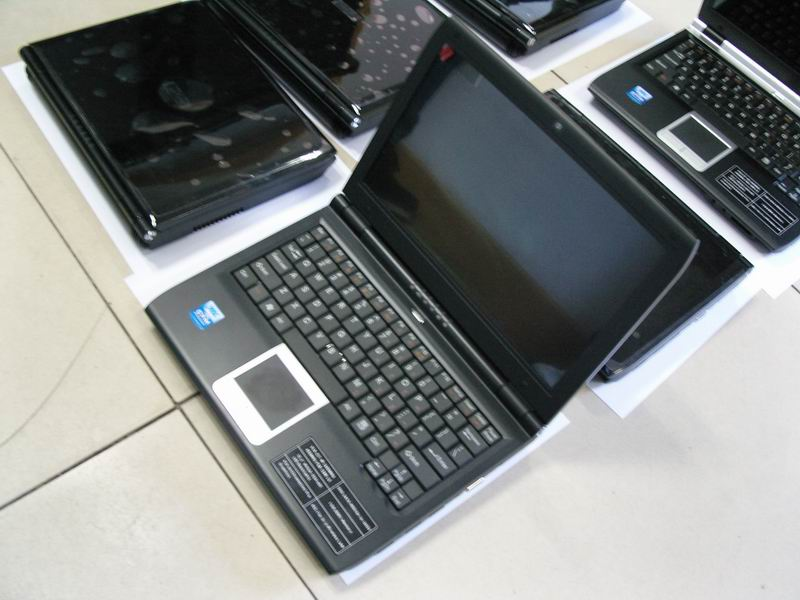
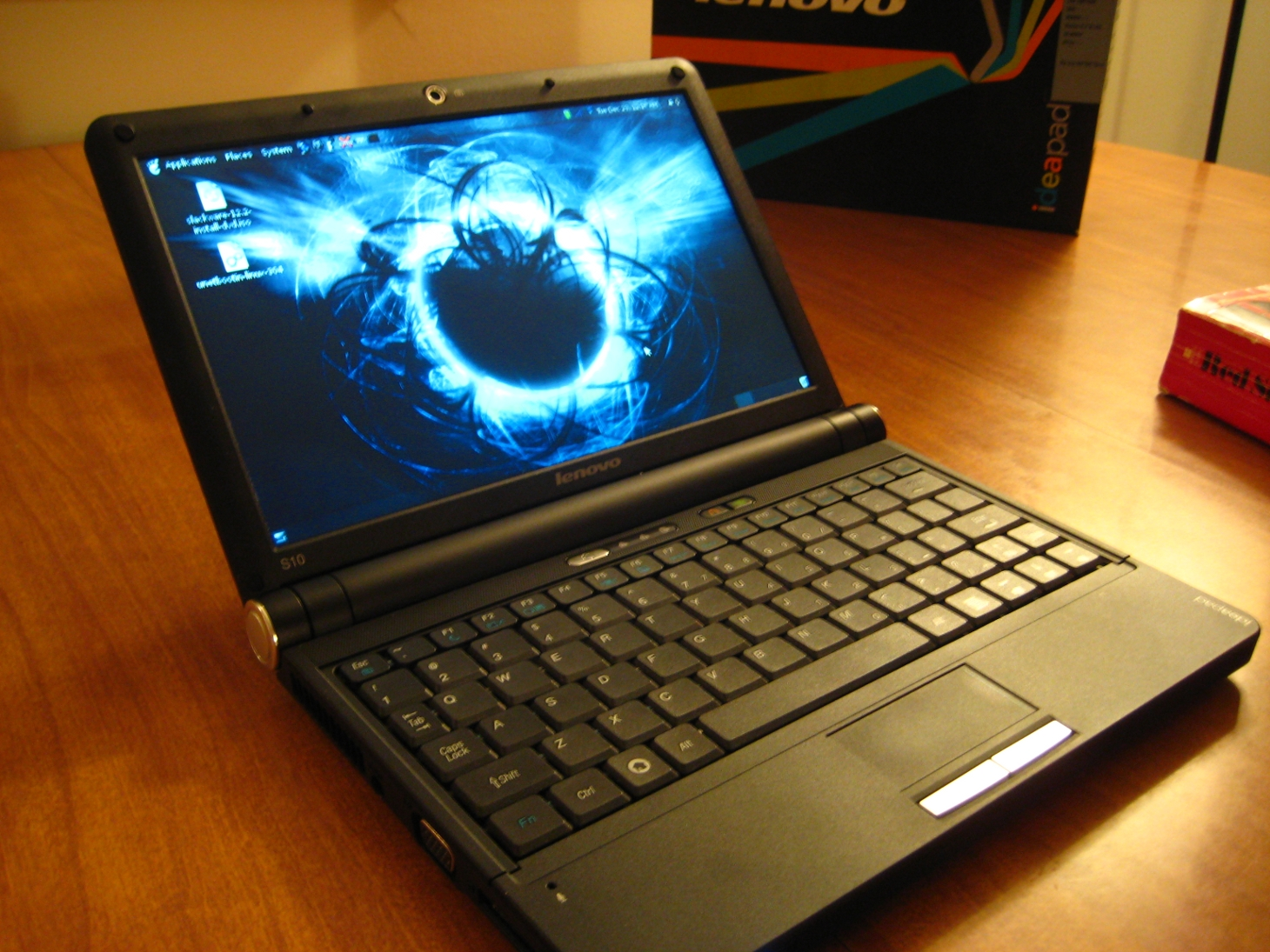
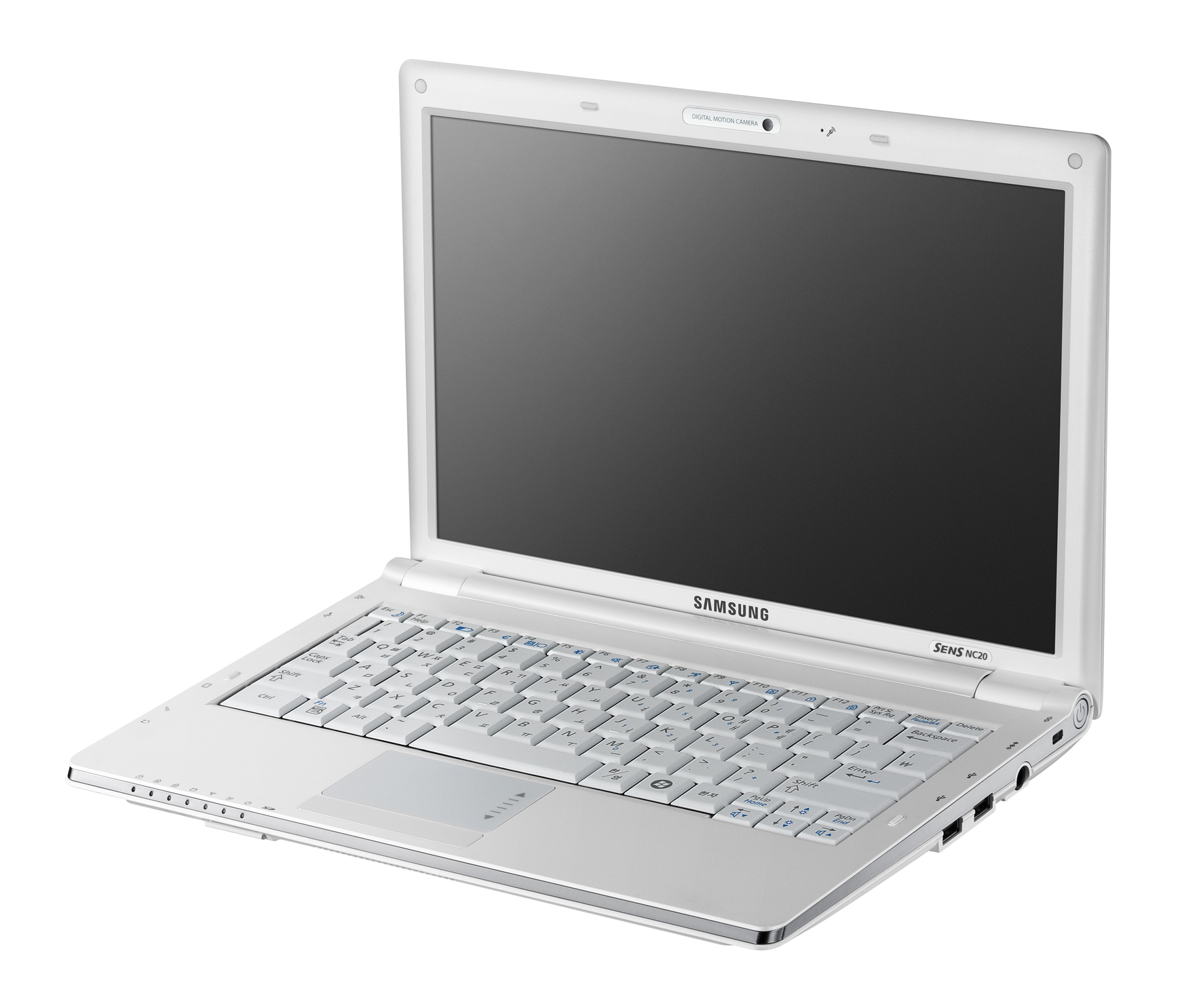

## External links
- "The rise of the Netbook" article at سی‌نت
- "The State of the Netbook" article at ارز تکنیکا
- "The Netbook Effect: How Cheap Little Laptops Hit the Big Time" article at وایرد
- "Light and Cheap, Netbooks Are Poised to Reshape PC Industry" article at نیویورک تایمز